# UCI Asia Tour 2018
Die UCI Asia Tour 2018 ist die 14. Austragung des zur Saison 2005 vom Weltradsportverband UCI eingeführten asiatischen Straßenradsport-Kalenders unterhalb der UCI WorldTour, der zu den UCI Continental Circuits für Männer gehört.
Die Eintagesrennen und Etappenrennen der UCI Asia Tour sind in drei UCI-Kategorien (HC, 1 und 2) eingeteilt. Bei jedem Rennen werden Punkte für eine Gesamtwertung der Fahrer, Mannschaften und Nationen vergeben. An der Mannschaftswertung nehmen die Professional Continental Teams und die Continental Teams teil, nicht jedoch die startenden UCI WorldTeams. An der Nationenwertung nehmen nur die Nationen des Kontinents teil, gezählt werden aber die Ergebnisse aller Circuits.

Zu den Regeln der einzelnen Ranglisten: 

## Oktober
| Datum  | Rennen         | Kat. | Sieger       | Team                          |
| ------ | -------------- | ---- | ------------ | ----------------------------- |
| 28.–5. | Tour of Hainan | 2.HC | Jacopo Mosca | Wilier Triestina-Selle Italia |

## November
| Datum   | Rennen            | Kat. | Sieger          | Team                  |
| ------- | ----------------- | ---- | --------------- | --------------------- |
| 8.–12.  | Tour of Fuzhou    | 2.1  | Jai Hindley     | Mitchelton-Scott      |
| 12.     | Tour de Okinawa   | 1.2  | Junya Sano      | Matrix Powertag       |
| 18.–26. | Tour de Singkarak | 2.2  | Khalil Khorshid | Tabriz Shahrdari Team |

## Dezember
| Datum | Rennen                | Kat. | Sieger       | Team                |
| ----- | --------------------- | ---- | ------------ | ------------------- |
| 2.–4. | Tour of Quangzhou Bay | 2.2  | Max Steadman | BIKE Channel Canyon |

## Januar
| Datum   | Rennen           | Kat. | Sieger            | Team                         |
| ------- | ---------------- | ---- | ----------------- | ---------------------------- |
| 21.–24. | Sharjah Tour     | 2.1  | Javier Moreno     | Delko Marseille Provence KTM |
| 21.–24. | Tour d'Indonesia | 2.1  | Ariya Phounsavath | Thailand Continental         |

## Februar
| Datum   | Rennen                                | Kat. | Sieger          | Team                         |
| ------- | ------------------------------------- | ---- | --------------- | ---------------------------- |
| 6.–10.  | Dubai Tour                            | 2.HC | Elia Viviani    | Quick-Step Floors            |
| 8.      | Asienmeisterschaft – Einzelzeitfahren | CC   | Cheung King-lok | Hongkong                     |
| 12.     | Asienmeisterschaft – Straßenrennen    | CC   | Yousif Mirza    | Vereinigte Arabische Emirate |
| 13.–18. | Tour of Oman                          | 2.HC | Alexei Luzenko  | Astana Pro Team              |

## März
| Datum   | Rennen           | Kat. | Sieger            | Team                       |
| ------- | ---------------- | ---- | ----------------- | -------------------------- |
| 11.–15. | Tour de Taiwan   | 2.1  | Yukiya Arashiro   | Japan                      |
| 18.–25. | Tour de Langkawi | 2.HC | Artjom Owetschkin | Terengganu Cycling Team    |
| 23.–25. | Tour de Tochigi  | 2.2  | Michael Potter    | Australian Cycling Academy |

## April
| Datum   | Rennen           | Kat. | Sieger          | Team                   |
| ------- | ---------------- | ---- | --------------- | ---------------------- |
| 1.–6.   | Tour of Thailand | 2.1  | Benjamin Dyball | St. George Continental |
| 13.–15. | Tour of Lombok   | 2.2  | Alvaro Duarte   | Forca Amskins Racing   |

## Mai
| Datum   | Rennen               | Kat. | Sieger                  | Team               |
| ------- | -------------------- | ---- | ----------------------- | ------------------ |
| 4.–6.   | Sri Lanka T-Cup      | 2.2  | Yasuharu Nakajima       | Kinan Cycling Team |
| 20.–28. | Tour of Japan        | 2.1  | Marcos Garcia Fernandez | Kinan Cycling Team |
| 20.–23. | Le Tour de Filipinas | 2.2  | El Joshua Carino        |                    |
| 30.–3.  | Tour de Korea        | 2.1  | Serghei Țvetcov         | UnitedHealthcare   |
| 31.–3.  | Tour de Kumano       | 2.2  | Marc de Maar            | Team Ukyo          |

## Juli
| Datum  | Rennen               | Kat. | Sieger         | Team                  |
| ------ | -------------------- | ---- | -------------- | --------------------- |
| 22.–4. | Tour of Qinghai Lake | 2.HC | Hernan Aguirre | Manzana Postobón Team |

## September
| Datum   | Rennen                  | Kat. | Sieger                | Team                            |
| ------- | ----------------------- | ---- | --------------------- | ------------------------------- |
| 3.–5.   | Tour of Xingtai         | 2.2  | Damiano Cima          | Nippo-Vini Fantini-Europa Ovini |
| 8.–15.  | Tour of China I         | 2.1  | Juan Sebastian Molano | Manzana Postobón Team           |
| 17.–23. | Tour of China II        | 2.1  | Alejandro Marque      | Sporting/Tavira                 |
| 18.–21. | Tour de Siak            | 2.2  | Matthew Zenovich      | St. George Continental          |
| 26.–29. | Banyuwangi Tour de Ijen | 2.2  | Benjamin Dyball       | St. George Continental          |
| 29.–30. | Tour of Almaty          | 2.1  | Davide Villella       | Astana Pro Team                 |
| 30.–6.  | Tour of Iran            | 2.1  | Dmitri Sokolow        | Russland                        |

## Oktober
| Datum  | Rennen             | Kat. | Sieger            | Team                |
| ------ | ------------------ | ---- | ----------------- | ------------------- |
| 7.–14. | Tour of Taihu Lake | 2.1  | Boris Vallée      | Wanty-Groupe Gobert |
| 14.    | Hammer Hongkong    | 1.1  | Mitchelton-Scott  |                     |
| 14.    | Oita Urban Classic | 1.2  | Masahiro Ishigami |                     |
| 21.    | Japan Cup          | 1.HC | Robert Power      | Mitchelton-Scott    |

## Gesamtwertung
(Endstand: 21. Oktober 2018)
| Platz | Fahrer            |            | Team | Punkte |
| ----- | ----------------- | ---------- | ---- | ------ |
| 1.    | Alexei Luzenko    | Kasachstan | AST  | 655    |
| 2.    | Benjamin Dyball   | Australien | STG  | 517    |
| 3.    | Artjom Owetschkin | Russland   | TSG  | 372    |
| 4.    | Fumiyuki Beppu    | Japan      | TFS  | 351,67 |
| 5.    | Thomas Lebas      | Frankreich | KIN  | 339    |

| Platz | Team                          |          | Punkte |
| ----- | ----------------------------- | -------- | ------ |
| 1.    | Kinan Cycling Team            | Japan    | 976    |
| 2.    | HKSI Pro Cycling Team         | Hongkong | 945,02 |
| 3.    | Team Ukyo                     | Japan    | 902,67 |
| 4.    | Terengganu Cycling Team       | Malaysia | 824    |
| 5.    | Wilier Triestina-Selle Italia | Italien  | 816    |

| Platz | Nation     | Punkte  |
| ----- | ---------- | ------- |
| 1.    | Kasachstan | 1611,25 |
| 2.    | Japan      | 1581,73 |
| 3.    | Hongkong   | 945,02  |
| 4.    | Südkorea   | 721     |
| 5.    | Thailand   | 695     |